# 周波数帳
『周波数帳』（しゅうはすうちょう）は、株式会社三才ブックスが発行するムックで、日本で受信できる無線局周波数を収録した一覧表である。超長波からマイクロ波までの電波の割り当て原則と、無線局の用途・使用者・コールサイン・出力・所在地などが掲載されている。

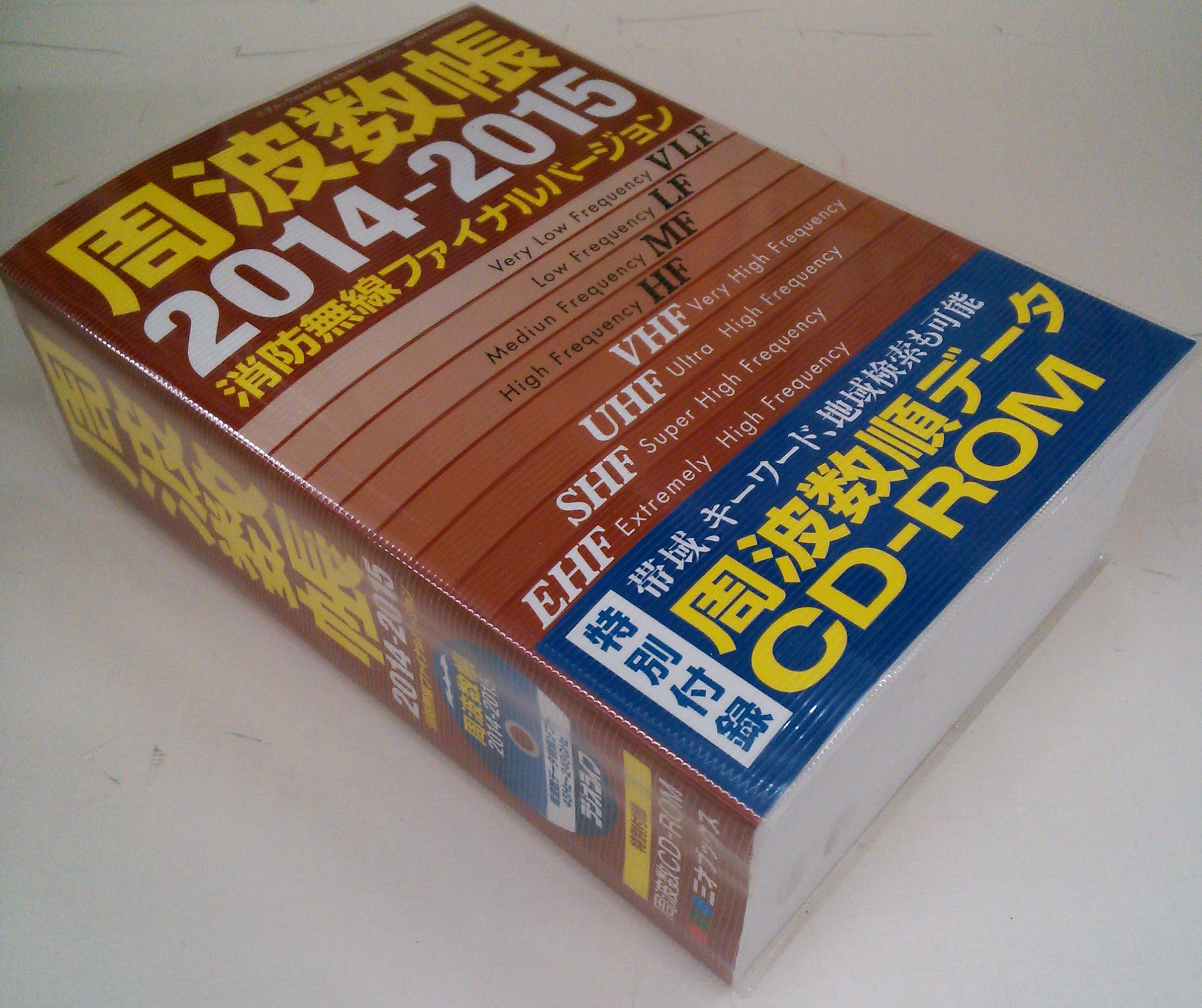
周波数帳
2014年 - 2015年は、1718頁、重量1720g。

## 概説
1982年（昭和57年）に、月刊誌『ラジオライフ』の別冊として1982年版を発行。何らかの方法で入手した周波数情報と、これまで『ラジオライフ』読者が実際に傍受し、編集部に寄せられたデータを集め、1冊にまとめたのが始まりである。その後、過去1年分のデータを更新し、毎年10月に翌年版を発行する形態となる。掲載されるデータが増加するのに伴い、年を追うごとにページ数も増えていく。
2000年版を最後に、それまでの年1回発行から偶数年版のみの隔年発行になる。しかし、2010年代に入ると、警察無線などの様々な業務無線がデジタル化により、市販受信機では聴取困難となっていることが背景となり、発行間隔がさらに開くことになった。2010年版は発行されず、「2011 - 2012年版」として2010年に発行された。その後、2013年に「2014 - 2015年版」として発行された。
その後は『Android』『iOS』用アプリとして、「Google Play」と「App Store」からデータベースが配信されていたが配信終了。2017年からは概ね年1回ペースで事実上後継となる「周波数手帳ワイド」が発行されている。
それでも、約65,000波（2008年版）というデータ量を収録している書籍は、日本では他になく、総務省が公開している無線局等情報検索でも、一部のデータが非公開になっており、免許を要しない無線局周波数や盗聴波の使用周波数帯も収録していることから、日本では事実上唯一の周波数事典となっている。なお以前は、郵政省による『日本無線局周波数表』という書籍が存在した。
ただし、あくまで「日本で受信できる周波数を収録する」という編集方針のため、短波帯の業務無線局は「日本周辺のもの」を主に掲載している。受信趣味のみならず、官公庁や業務無線局でも資料として活用している場合がある。

## 刊行状況
| 発行回 | 年次・タイトル                | 発行日表示     | 発行形態          | 判型 | 頁数 | 定価    | 備考                                         |
| ------ | ----------------------------- | -------------- | ----------------- | ---- | ---- | ------- | -------------------------------------------- |
| 1      | '82周波数帳 ジャンル編        | 1982年3月15日  | ラジオライフ別冊  | A5   | 328  | 1,900円 |                                              |
| 2      | '83周波数帳 マップ編          | 1982年10月15日 | ラジオライフ別冊  | A5   | 336  | 1,900円 |                                              |
| 3      | '84周波数帳                   | 1983年7月15日  | ラジオライフ別冊  | A5   | 502  | 2,500円 |                                              |
| 4      | '85周波数帳                   | 1985年1月15日  | ラジオライフ別冊  | A5   | 506  | 2,500円 |                                              |
| 5      | '86周波数帳                   | 1985年12月15日 | ラジオライフ別冊  | A5   | 597  | 2,500円 |                                              |
| 6      | 周波数帳1987 ジャンル編       | 1986年11月15日 | ラジオライフ別冊  | B6   | 591  | 1,800円 |                                              |
| 7      | 周波数帳1988 複合データ版     | 1987年11月15日 | ラジオライフ別冊  | B6   | 634  | 1,800円 | 特別付録：全国ハイウェイ便利周波数マップ     |
| 8      | 周波数帳1989 システムデータ編 | 1988年11月15日 | ラジオライフ別冊  | B6   | 659  | 1,800円 | 特別付録：全国無線局便利手帳                 |
| 9      | 周波数帳1990 最強データ編     | 1989年11月15日 | ラジオライフ別冊  | B6   | 745  | 1,850円 | 特別付録：最新全国無線局マップデータ便利手帳 |
| 10     | 周波数帳1991 パワーアップ版   | 1990年11月15日 | ラジオライフ別冊  | B6   | 841  | 1,900円 | 特別付録：最新全国無線局便利手帳'91          |
| 11     | 周波数帳1992 完璧データ版     | 1991年11月15日 | ラジオライフ別冊  | B6   | 843  | 1,900円 | 特別付録：周波数帳公式ガイドブック           |
| 12     | 周波数帳1993 データ拡充編     | 1992年12月15日 | ラジオライフ別冊  | B6   | 842  | 1,900円 | 特別付録：周波数帳公式ガイドブック1993       |
| 13     | 周波数帳1994 最新データ編     | 1993年11月15日 | ラジオライフ別冊  | B6   | 843  | 1,900円 | 特別付録：周波数帳公式ガイドブック1994       |
| 14     | 周波数帳1995 拡張データ編     | 1994年11月15日 | ラジオライフ別冊  | B6   | 843  | 1,900円 | 特別付録：周波数帳活用ハンドブック1995       |
| 15     | 周波数帳1996                  | 1995年11月15日 | ラジオライフ別冊  | B6   | 971  | 1,900円 | 特別付録：周波数帳使いこなしガイド1996       |
| 16     | 周波数帳1997                  | 1996年11月15日 | ラジオライフ別冊  | B6   | 1067 | 1,900円 |                                              |
| 17     | 周波数帳1999                  | 1998年11月15日 | 三才ムックVol.56  | A5   | 1179 | 1,950円 |                                              |
| 18     | 周波数帳2000                  | 1999年11月1日  | 三才ムックVol.57  | A5   | 1165 | 1,950円 |                                              |
| 19     | 周波数帳2002                  | 2001年11月1日  | 三才ムックVol.66  | A5   | 1231 | 1,950円 |                                              |
| 20     | 周波数帳2004                  | 2003年11月1日  | 三才ムックVol.81  | A5   | 1323 | 2,450円 |                                              |
| 21     | 周波数帳2006                  | 2005年10月1日  | 三才ムックVol.110 | A5   | 1379 | 2,800円 |                                              |
| 22     | 周波数帳2008                  | 2007年10月25日 | 三才ムックVol.176 | A5   | 1499 | 2,800円 |                                              |
| 23     | 周波数帳2011‐2012             | 2010年10月15日 | 三才ムックVol.332 | A5   | 1614 | 3,800円 | 特別付録：周波数データ検索ソフトCD-ROM       |
| 24     | 周波数帳2014‐2015             | 2013年10月25日 | 三才ムックVol.646 | A5   | 1702 | 3,800円 | 特別付録：周波数データ検索ソフトCD-ROM       |

## 内容
主な内容は以下の通り。なお、以下は2014 - 2015年版のものであるが、毎年ほぼ同じような構成となっている。また、基本的に日本の無線局を収録しているが、長波 - 短波は電波伝播の特性から日本以外の局も収録している。

### ジャンル別周波数リスト
- 消防無線・救急無線
- 警察無線
- 防災行政無線
- 航空無線
- 鉄道無線
- バス無線
- 国際VHF

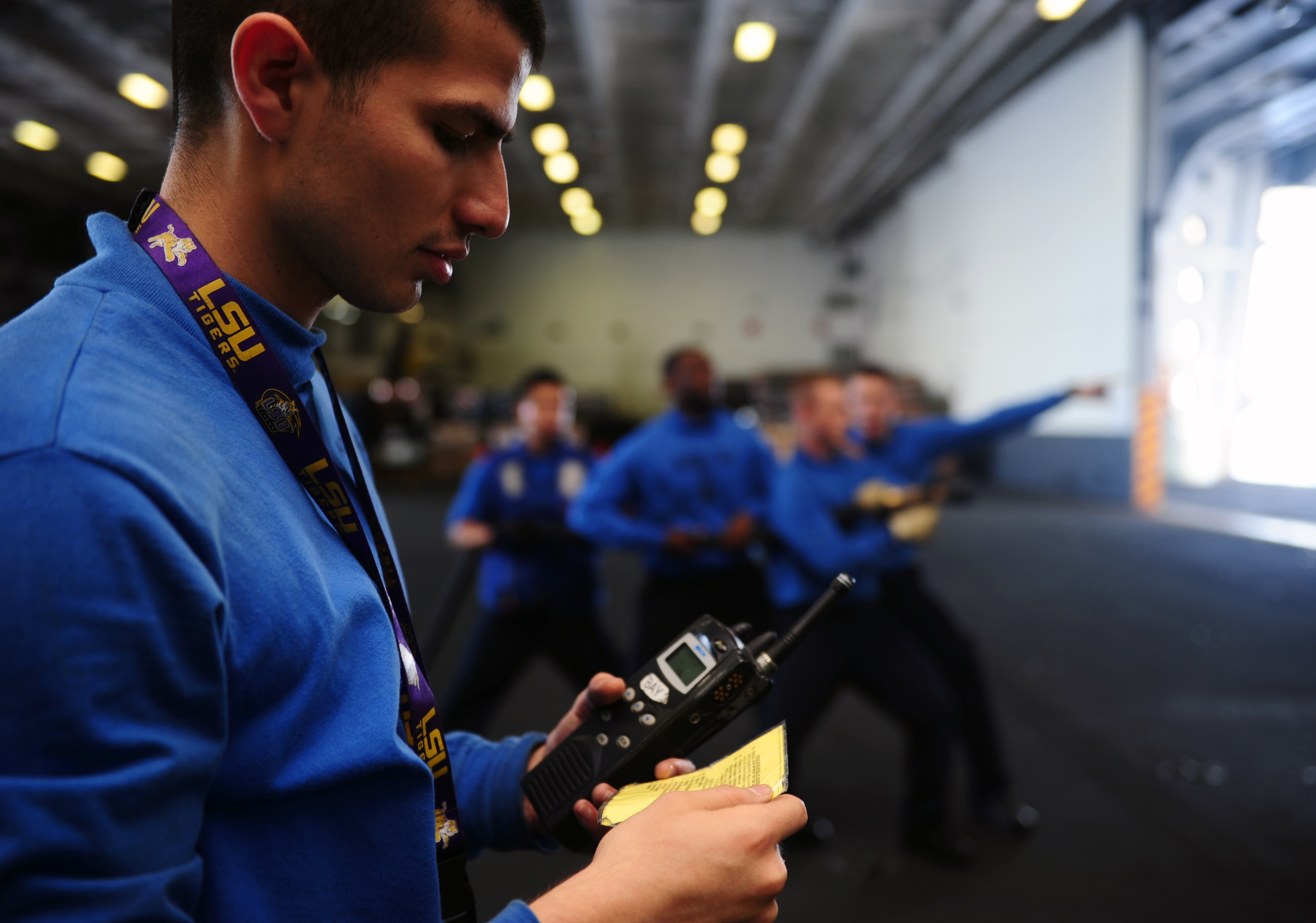
米海軍無線（イメージ）

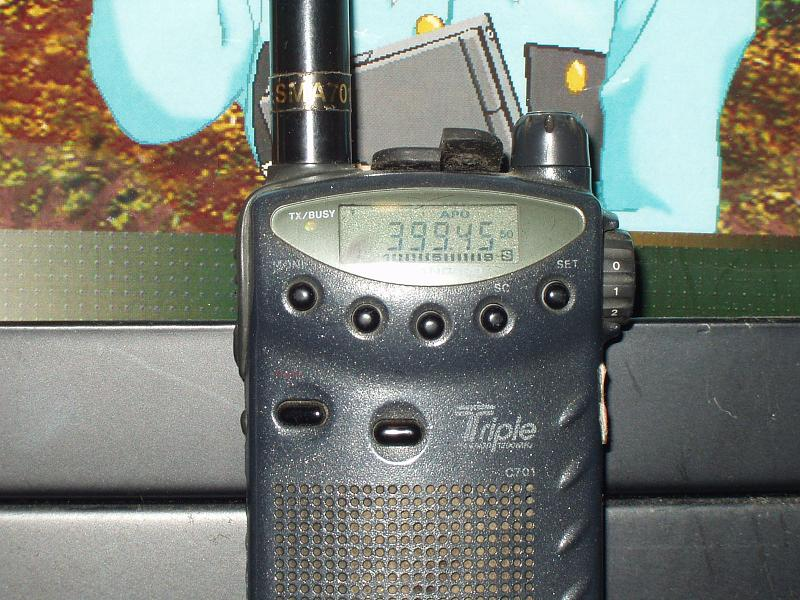
盗聴波を受信中の広帯域受信機（受信は合法）

- ミリタリー無線（海上保安庁・自衛隊・在日アメリカ軍の無線）
- 官公庁の無線
- 電力会社の無線
- ガス会社の無線
- 電力会社の無線
- 上下水道事業の無線
- マスコミの無線
- ラジオ放送
- 銀行の無線
- 警備会社・現金輸送の無線
- 各種業務無線
- 一般簡易無線
- 通運事業・運送会社の無線
- レジャー・アミューズメント・ショッピングセンターの無線
- タクシー無線
- アマチュア無線局のレピーター
- ワイヤレスマイク
- 盗聴波　など
  - 2008年版まであった道路会社・道路公社の無線は、デジタル化が進んだことにより掲載が省略された。

### 周波数割当・周波数順リスト
45Hz - 1000GHzを周波数順で網羅している。